# Römische Liebeselegie
Die Römische Liebeselegie ist eine der lateinischen Literatur spezifische Unterart der Elegiendichtung. Ihr Name rührt daher, dass ihr Themenschwerpunkt die Liebe war – anders als bei den griechischen Elegien. Weil sie ihre kurze Blüte in der Regierungszeit des Kaisers Augustus (27 v. Chr.–14 n. Chr.) hatte, wird sie auch als Augusteische Liebeselegie bezeichnet. Ihr charakteristisches Versmaß ist das elegische Distichon, also eine Kombination aus Hexameter und Pentameter.

## Entstehungsgeschichte
Elegische Dichtung gab es schon bei den Griechen. Im 7. Jahrhundert v. Chr. schrieben Kallinos, Tyrtaios und Archilochos Elegien, wenig später Solon und Mimnermos (Solon möglicherweise auch erst später). Bei ihnen waren die Themen breit gestreut: Aufruf zum Kampf, Krieg, Frieden, politische Ereignisse, Eros, Tod, Lebensgenuss und philosophische Ideen waren die wichtigsten. Im 3. Jahrhundert v. Chr., also in hellenistischer Zeit, lebte Kallimachos, der großen Einfluss auf die römischen Dichter hatte und dessen Aitia („Ursachen-Geschichten“) in elegischen Distichen verfasst sind.
Erst in den Händen der römischen Dichter konzentrierte sich die elegische Dichtung auf das Thema „Liebe“.
Der erste römische Elegiendichter war Gallus. Von ihm sind nur wenige Fragmente erhalten; sie zeigen bereits die Charakteristika, die die Elegien der späteren Dichter auszeichneten. Allerdings ist in der Forschung die Echtheit dieser Fragmente noch umstritten.
Die drei großen Elegiker Roms waren Properz, Tibull und Ovid. Ihre elegischen Werke sind erhalten, in den Ausgaben Tibulls finden sich zusätzlich noch zwei Gedichtbücher, deren Echtheit zweifelhaft ist.

## Charakteristika
In einer Gesellschaft, in welcher ein freier, vornehmer Mann seine Lebensaufgabe in der Politik oder beim Militär suchte, war ein Rückzug ins Private und eine Konzentration auf die Liebe ungewöhnlich. Vielleicht begünstigten die gesellschaftlichen Umbrüche in den letzten Jahrzehnten vor der Zeitenwende diese Tendenz. Auffällig ist ebenso das zeitliche Zusammentreffen mit den augusteischen Ehegesetzen, welche im Kontrast zu den Elegien eine eher konservative Sexualmoral propagierten.
Drei Merkmale charakterisieren die Augusteische Liebeselegie:
- Liebe als Dauerzustand (foedus aeternum): Der Liebende strebt mit seiner Geliebten ein eheähnliches Verhältnis an; es handelt sich daher nicht um ein erotisches kurzlebiges Abenteuer, sondern um die „wahre Liebe“. Oft taucht das Motiv auf, dass die Geliebte anwesend ist, wenn der Liebende, krank oder alt und grau, im Sterben liegt.
- Liebe als Lebensform (militia amoris): Der Liebende stellt seine Tätigkeit, seinen Alltag und seine Beschäftigung gleichwertig neben das Leben eines Politikers oder Soldaten. Er wünscht sich, dass sein Platz in der Gesellschaft ebenso akzeptiert wird. Die Eroberung der Geliebten ist für den Liebenden auch eine Art Krieg, wobei die Schilderung der Eroberung häufig Bilder aus dem militärischen Bereich aufnimmt.
- Liebe als Sklavendienst (servitium amoris): Der Liebende unterwirft sich seiner Geliebten, die er oft als Herrin (domina) anredet, und das, obwohl er gesellschaftlich höher steht als die zumeist aus der Freigelassenenschicht stammende Frau.

Unverkennbar ist der provozierende Charakter der elegischen Dichtung. Ein Leben für die Liebe, gar eine Unterordnung unter die Frau, wären für einen Römer aus der Oberschicht völlig undenkbar gewesen. Wir dürfen annehmen, dass diese Dichtung auf den antiken, gebildeten Leser zumindest teilweise seltsam wirken musste, da sich der Ich-Sprecher ähnlich unpassend oder ungeschickt verhält wie Figuren aus der Komödie. Diese Nähe wird auch dadurch unterstrichen, dass in Elegie und Komödie gleiche Typen auftreten, wie zum Beispiel die Kupplerin oder der Rivale.